# 沃尼塔 (內布拉斯加州)
沃尼塔（英語：Wauneta）是位於美國內布拉斯加州蔡斯縣的村。

## 人口
根據2020年美國人口普查的數據，沃尼塔的面積為2.51平方千米，皆為陸地。當地共有人口549人，而人口密度為每平方千米219人。